# Конечные продукты гликирования
Коне́чные проду́кты глики́рования (КПГ, англ. Advanced glycation end-products, AGEs) — это белки или липиды, которые подверглись гликированию углеводами. Они могут быть одним из факторов старения и развития или осложнения многих дегенеративных заболеваний, таких как диабет, атеросклероз, хроническая болезнь почек и болезнь Альцгеймера.

## Биогенез
В организме КПГ возникают при некоторых патологических состояниях, таких как окислительный стресс, который часто возникает у пациентов с сахарным диабетом из-за гипергликемии. В белках, как правило, гликированию подвергаются остатки лизина, а также аргинина. По этой причине одним из наиболее распространённых КПГ является N(6)-карбоксиметиллизин. Гликопротеины, являющиеся КПГ, образуются неферментативно как результат реакции Майяра. Клетки многих типов экспрессируют особый рецептор, известный как RAGE (от англ. receptor for advanced glycation endproducts). Известны и другие клеточные рецепторы, связывающиеся с КПГ, в частности, OLR1. Взаимодействие RAGE с КПГ, как принято считать, запускает экспрессию провоспалительных генов.

## Поступление вместе с пищей
Продукты животного происхождения, содержащие много белка и жиров, как правило, содержат много КПГ, причём их формирование происходит и в процессе термического приготовления пищи. Однако в кишечнике всасываются только низкомолекулярные КПГ, и у вегетарианцев общая концентрация КПГ выше, чем у невегетарианцев. Таким образом, остаётся непонятна роль КПГ, поступающих в организм с пищей, в старении и развитии заболеваний. Это не исключает отрицательного влияния питания на накопление КПГ в организме, однако содержащие в пище КПГ, вероятно, не заслуживают столь пристального внимания, как другие важные вещества, содержащиеся в пище, которые могут приводить к повышенному уровню сахара в крови и запускать образование эндогенных КПГ.

## Биологические эффекты и клиническое значение
КПГ оказывают влияние на клетки практически всех типов и считаются одним из факторов, вносящих вклад в старение и развитие связанных со старением хронических заболеваний. Показана роль КПГ в развитии болезни Альцгеймера, сердечно-сосудистых заболеваний (в том числе инфаркта), а также сахарного диабета. Основное токсическое действие КПГ связано с запуском образования поперечных сшивок между молекулами клеточных полимеров, что вызывает внутренние повреждения в клетках и в конце концов апоптоз. Хотя многие КПГ обладают окислительной активностью, активация рецепторов RAGE запускает активацию NAD(P)H-оксидазы, приводит к окислению митохондриальных белков и дисфункции митохондрий, что также вызывает окислительный стресс. Показано, что антиоксидантная терапия может препятствовать накоплению КПГ и уменьшать их вредные эффекты.
В случае сахарного диабета образование КПГ может запускаться в условиях окислительного стресса, который часто развивается при гипергликемии. Также с КПГ могут быть связаны осложнения в сердечно-сосудистой системе, которые часто сопровождают сахарный диабет. Кроме того, КПГ играют роль провоспалительных медиаторов при развитии сахарного диабета беременных. У пациентов с сахарным диабетом наблюдается повышенный уровень гемоглобина, сшитого с КПГ. Кроме того, со временем в сетчатке, хрусталике и коре почек крыс с диабетом накапливаются другие сшитые с КПГ белки. При подавлении образования КПГ у крыс с диабетом выраженность нефропатии у последних заметно снижалась.
При сердечно-сосудистых заболеваниях КПГ могут вызывать образование поперечных сшивок волокон коллагена, что увеличивает жёсткость стенок сосудов и закрепление липопротеинов низкой плотности (ЛНП) на стенках артерий. КПГ могут также вызывать гликирование ЛНП, что способствует их окислению. Окисленные ЛНП являются одним из факторов развития атеросклероза. Кроме того, через связывание с вышеупомянутыми рецепторами RAGE КПГ могут вызывать окислительный стресс и активацию воспалительных сигнальных путей в клетках сосудистого эндотелия. Связываясь с RAGE на поверхности мононуклеарных фагоцитов и лимфоцитов, КПГ запускают образование свободных радикалов и экспрессию генов воспалительного ответа.
Помимо указанных выше патологических эффектов, КПГ накапливаются в хрусталике, нарушая функционирование кристаллина, и служат возможным риском развития катаракты. Кроме того, КПГ нарушают работу скелетной мускулатуры.

## Выведение
Выведение КПГ из организма происходит следующим образом. В результате реакций протеолиза КПГ образуются КПГ-пептиды и КПГ-свободные аддукты. Они после попадания в плазму крови выводятся с мочой.
Однако не все КПГ подвергаются эффективному протеолизу. Так, устойчивость внеклеточного матрикса к протеолизу затрудняет выведение КПГ из него. В то время как КПГ-свободные аддукты легко выводятся с мочой, КПГ-пептиды подвергаются эндоцитозу эпителиальными клетками в проксимальных трубочках, где в дальнейшем расщепляются эндолизосомной системой с образованием КПГ-аминокислот. Считается, что для дальнейшей экскреции КПГ-аминокислоты возвращаются во внутреннее пространство (люмен) почки. С мочой преимущественно выводятся КПГ-свободные аддукты, а КПГ-пептиды в меньшей степени, хотя они и накапливаются в плазме крови пациентов с хронической почечной недостаточностью.
Более крупные КПГ-белки, находящиеся во внеклеточном пространстве, не могут пройти через базальную мембрану почечного тельца и прежде должны быть разрушены до КПГ-пептидов и КПГ-свободных аддуктов. В этом процессе участвуют периферические макрофаги, синусоидальные эндотелиальные клетки печени и клетки Купфера, хотя участие печени в разрушении КПГ-белков подвергается сомнению.
Крупные КПГ-белки не могут пройти в капсулу Боумана, однако связываются с рецепторами на эндотелиальных и мезангиальных клетках, а также в мезангиальном матриксе. Активация RAGE вызывает образование множества цитокинов, включая TNFβ, который опосредует ингибирование металлопротеиназ и повышает образование мезангиального матрикса, что в итоге приводит к гломелуросклерозу и ухудшению работы почек у пациентов с очень высоким уровнем КПГ.
Хотя для выведения с мочой доступны только продукты протеолиза КПГ-белков — КПГ-пептиды и КПГ-свободные аддукты, они гораздо более агрессивны, чем исходные КПГ-ферменты, и особенно опасны для пациентов с сахарным диабетом, даже если гипергликемия у них взята под контроль.

## Потенциальные подходы в терапии
КПГ являются объектом многих биомедицинских исследований. Разрабатываются подходы, предотвращающие образование КПГ, способствующие разрушению сшивок, сформированных под действием КПГ, и нейтрализующие их эффекты. В лабораторных условиях было показано, что формированию КПГ препятствуют витамин C, бенфотиамин, пиридоксамин, альфа-липоевая кислота, таурин, пимагедин, аспирин, карнозин, метформин, пиоглитазон и пентоксифиллин. Некоторые вещества, такие как пимагедин, могут ограничивать формирование КПГ за счёт взаимодействия с 3-дезоксиглюкозоном.
Исследования на мышах и крысах продемонстрировали, что природные фенолы, такие как ресвератрол и куркумин, могут предотвращать негативные эффекты КПГ.
Известны и соединения, разрушающие сшивки, сформированные под действием КПГ. К их числу относятся алагебриум и родственные ему вещества ALT-462, ALT-486 и ALT-946, а также N-фенацилтиазолиумбромид. Впрочем, пока не выявлено веществ, способных разрушать глюкозепан, который встречается в человечестких тканях в 10—1000 раз чаще, чем любой другой КПГ.